# 加尔唐普河畔拉克鲁瓦
加尔唐普河畔拉克鲁瓦（法語：La Croix-sur-Gartempe，法語發音：[la kʁwa syʁ ɡaʁtɑ̃p]）是法国新阿基坦大区上维埃纳省的一个市镇，属于贝拉克区。

## 地理
加尔唐普河畔拉克鲁瓦（46°9'38"N, 0°59'24"E）面积12.74 平方千米，位于法国新阿基坦大区上维埃纳省，该省份为法国中西部省份，北起顺时针与安德尔省、克勒兹省、科雷兹省、多爾多涅省、夏朗德省和维埃纳省接壤。
与加尔唐普河畔拉克鲁瓦接壤的市镇（或旧市镇、城区）包括：圣索尔南拉马尔什、佩拉德贝拉克、圣博内德贝拉克、加尔唐普河畔圣旺。

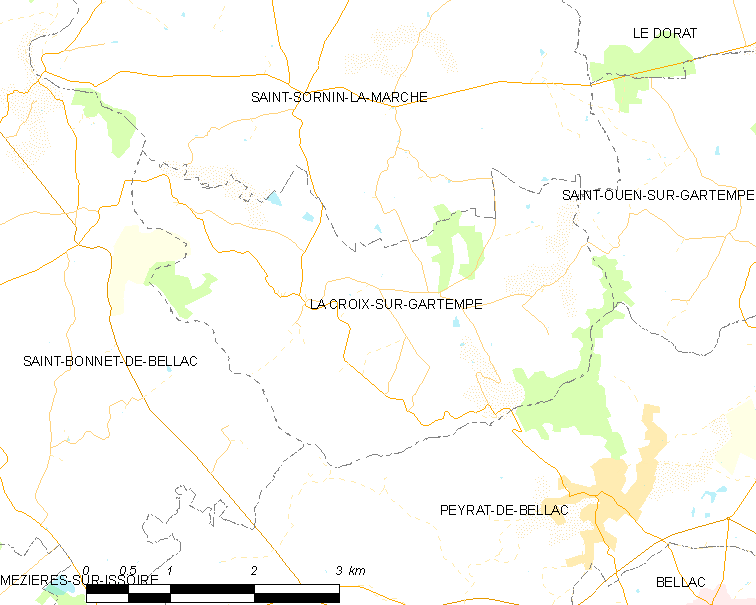
加尔唐普河畔拉克鲁瓦的OSM定位图

加尔唐普河畔拉克鲁瓦的时区为UTC+01:00、UTC+02:00（夏令时）。

## 行政
加尔唐普河畔拉克鲁瓦的邮政编码为87210，INSEE市镇编码为87052。

## 政治
加尔唐普河畔拉克鲁瓦所属的省级选区为沙托蓬萨克县。

## 人口

1962-2008年间加尔唐普河畔拉克鲁瓦人口变化图示

加尔唐普河畔拉克鲁瓦于2022年1月1日时的人口数量为163人。